# Irv Kupcinet
Irv Kupcinet (31 de julio de 1912 - 10 de noviembre de 2003) fue un columnista y presentador del Chicago Sun-Times radicado en Chicago, Illinois. Fue conocido popularmente bajo el seudónimo de "Kup".
Su diaria "Columna de Kup" fue lanzada en 1943 y se centraba en  comentarios sobre personajes nacionales e internacionales. La columna permaneció inamovible en el Sun-Times por las siguientes seis décadas.
Kupcinet fue también el pionero del género talk show de televisión con programas como At Random y Kup's Show. Se emitía los sábados por la noche y estuvo en el aire durante 27 años con el que ganó 15 premios locales Emmy Award y un Peabody. Por muchos años Kupcinet hizo también equipo con Jack Brickhouse en el programa de radio Chicago Bears.
Kupcinet publicó su autobiografía, Kup: A Man, an Era, a City, (Kup: un hombre, una era, una ciudad) en 1988.
La hija de Kupcinet, la actriz Karyn Kupcinet, fue asesinada en Hollywood en 1963 en un caso que permanece irresuelto.
Una de las frases célebres de Irv Kupcinet es "Qué puede pensarse de una sociedad que dice que Dios está muerto y Elvis está vivo".